# Black Forest Grid

Logo der Black Forest Grid Initiative

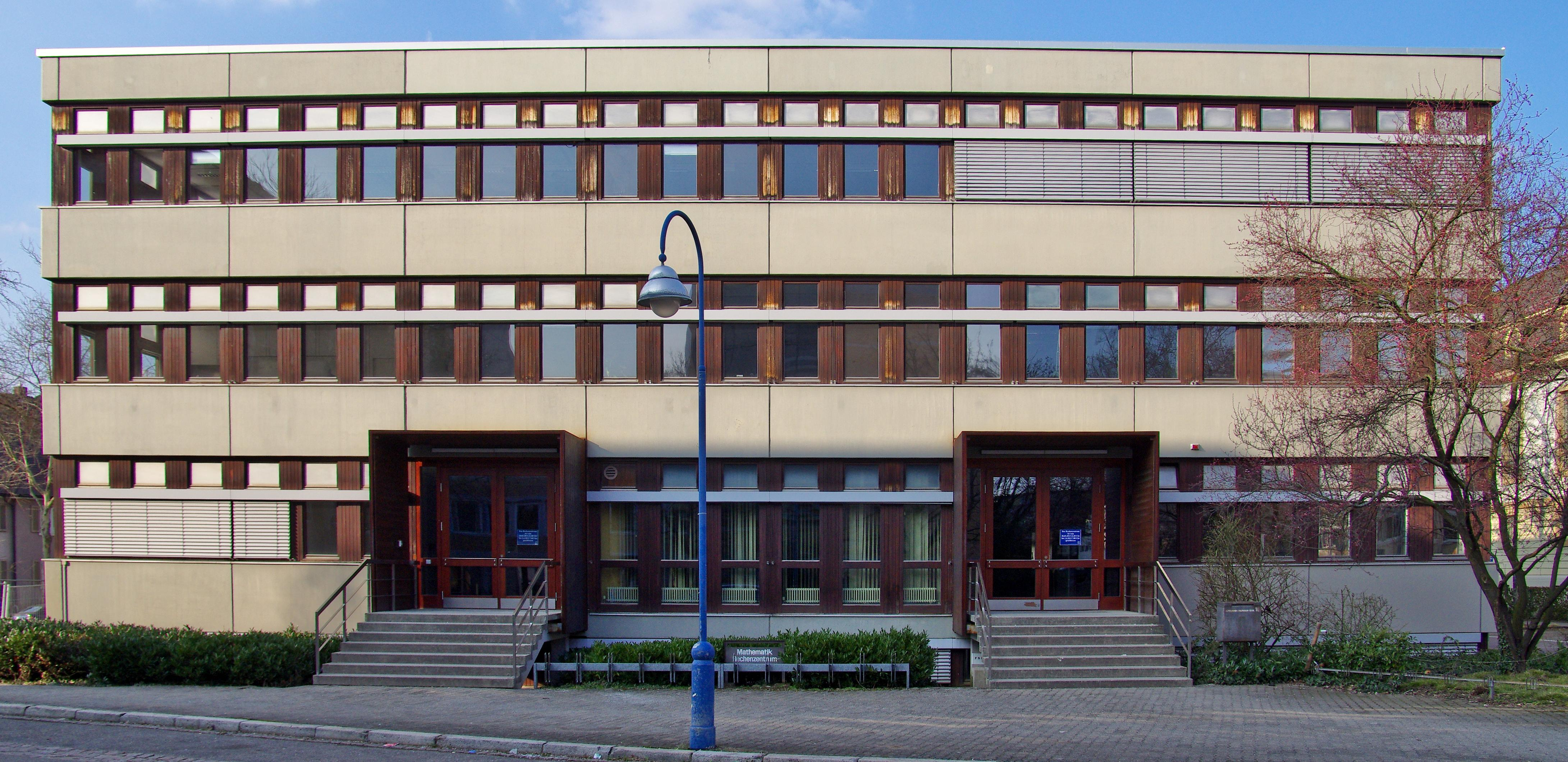
Das Rechenzentrum

Die Black Forest Grid Initiative (BFG) an der Universität Freiburg wurde im Jahr 2005 ins Leben gerufen, um der stetig wachsenden Nachfrage nach Computerressourcen für wissenschaftliches Rechnen aus verschiedenen Arbeitsbereichen der Universität und aus ihrem Umfeld Rechnung zu tragen. Von der Idee her folgte die Initiative einem pragmatischen Bottom-up-Ansatz. Indem möglichst einheitliche Ressourcen einer Vielzahl von teilnehmenden Einrichtungen zusammengelegt werden, wird eine bessere Auslastung und eine weniger personalintensive Betreuung der Betriebsmittel ermöglicht.
Seit 2015/2016 stehen den universitären Nutzern in Baden-Württemberg vom Land finanzierte (bwHPC) Rechencluster an sieben Standorten zur Verfügung, die aus dem vormaligen bwGRiD hervorgegangen sind. Deren Ausstattung an Hard- und Software ist möglichst eng an die Bedarfe spezieller Forschungsschwerpunkte angepasst. Daher bestand für die Forschungsgruppen keine Notwendigkeit mehr, eigene Cluster (anteilig) selbst zu finanzieren.
Der Cluster des BFG ist organisationstechnisch im Wesentlichen eine Tier-2-Site des ATLAS-Projekts am Large Hadron Collider und Teil des LCG und ist im Weiteren in die Gauß-Allianz (NGI-DE) und EGI eingebunden.
Unterstützt werden die VOs atlas, ilc, ghep, dech, dteam und ops sowie lokale Nutzer
- der ATLAS-Gruppen der Universität Freiburg,
- der Theoretischen Festkörperphysik des Physikalischen Instituts
- des Rechenzentrums der Universität Freiburg

## ATLASbfg Computercluster
Der Cluster verfügt momentan (12/2022) über 3200 Xeon-Prozessorkerne. Als Speicher stehen über nfs 20 TB, über BeeGFS 512 TB und über dCache 3,9 PB zur Verfügung. Das Betriebssystem, CentOS 7.9, wird mit Hilfe von OpenSLX und dem distributed network block device dnbd3 diskless geladen. Die Batch-Queues sind sowohl über die GRID-middleware UMD, als auch direkt über den Resource Manager Slurm zugänglich. Damit liegt ein hybrides Modell vor, das Grid-Computing (Tier-2) mit traditionellem Cluster-Computing für lokale Nutzer (Tier-3) verbindet.